# Champagne (famiglia)
Il nome della Casata Champagne indica un'antica dinastia di origine francese che governò il Regno di Navarra dal 1234 al 1305.

## Storia
Il primo re fu Teobaldo I, già conte di Champagne in quanto figlio di Tebaldo III di Champagne, divenuto re di Navarra in quanto figlio di Bianca di Navarra. Il fratello di Bianca, Sancho VII di Navarra, morì senza eredi ed il regno passò quindi al nipote Teobaldo.
L'ultimo sovrano della dinastia fu Giovanna I di Navarra, figlia ed erede di Enrico I. Ella sposò nel 1284 Filippo il Bello, futuro re di Francia (come Filippo IV, 1285-1314). Alla sua morte la corona passò al figlio Luigi X di Francia e non al marito.

## Lista dei re di Navarra della dinastia Champagne
I re della dinastia Champagne furono:
- Tebaldo I (1234-1253)
- Tebaldo II (1253-1270)
- Enrico I il Grosso (1270-1274)
- Giovanna I (1274-1305)